# Discographie de Glee
Glee est une série télévisée américaine diffusée sur la FOX. Elle suit les aventures des membres de la chorale de la McKinley High School.
Columbia Records a sorti une série d'albums regroupant certains titres entendus au cours des épisodes de la série.
Les chansons de chaque épisode sont également disponibles sur les plates-formes de téléchargement légal en tant que singles.
Glee détient le record du nombre d'entrées dans le Billboard Hot 100 pour un groupe et se trouve à la première place du classement tous artistes confondus, devançant Elvis Presley, avec 114 titres classés.
Au mois de janvier 2011, 21 millions de singles et 9 millions d'albums ont été vendus dans le monde.

## Albums

### Bandes originales
| Année | Album                                         | Classement des ventes | Classement des ventes | Classement des ventes | Classement des ventes | Classement des ventes | Classement des ventes | Classement des ventes | Classement des ventes | Classement des ventes | Classement des ventes | Classement des ventes | Classement des ventes | Classement des ventes | Certifications                                                            |
| Année | Album                                         | AUS                   | AUT                   | BEL (Wa)              | BEL (Fl)              | CAN                   | ESP                   | IRL                   | MEX                   | N-Z                   | P-B                   | R-U                   | SUI                   | US                    | Certifications                                                            |
| ----- | --------------------------------------------- | --------------------- | --------------------- | --------------------- | --------------------- | --------------------- | --------------------- | --------------------- | --------------------- | --------------------- | --------------------- | --------------------- | --------------------- | --------------------- | ------------------------------------------------------------------------- |
| 2009  | Glee: The Music, Volume 1                     | 3                     | 34                    | 34                    | 69                    | 4                     | 69                    | 1                     | 37                    | 8                     | 9                     | 1                     | 48                    | 4                     | - AUS: Platine - CAN: Platine - N-Z: Platine - R-U: Platine - US: Platine |
| 2009  | Glee: The Music, Volume 2                     | 8                     | —                     | 44                    | 77                    | 5                     | —                     | 1                     | 39                    | 1                     | 16                    | 2                     | —                     | 3                     | - AUS: Platine - CAN: Platine - N-Z: Or - R-U: Or - US: Or                |
| 2010  | Glee: The Music, Volume 3 - Showstoppers      | 1                     | —                     | 50                    | 88                    | 1                     | —                     | 1                     | 9                     | 3                     | 22                    | 3                     | 87                    | 1                     | - AUS: Platine - N-Z: Or - US: Or                                         |
| 2010  | Glee: The Music, The Christmas Album          | 13                    | —                     | —                     | —                     | 1                     | —                     | 13                    | —                     | 27                    | 43                    | 37                    | —                     | 3                     | - AUS: Or - US: Platine                                                   |
| 2010  | Glee: The Music, Volume 4                     | 3                     | —                     | 93                    | 61                    | 6                     | —                     | 12                    | 8                     | 7                     | 24                    | 4                     | —                     | 5                     | - AUS: Platine - N-Z: Or - US: Or                                         |
| 2011  | Glee: The Music, Volume 5                     | 1                     | —                     | —                     | —                     | 3                     | —                     | —                     | 85                    | 3                     | —                     | —                     | —                     | 3                     | - AUS: Or                                                                 |
| 2011  | Glee: The Music, Volume 6                     |                       |                       |                       |                       |                       |                       |                       |                       |                       |                       |                       |                       |                       |                                                                           |
| 2011  | Glee: The Music, the Christmas Album Volume 2 |                       |                       |                       |                       |                       |                       |                       |                       |                       |                       |                       |                       |                       |                                                                           |
| 2011  | Glee: The Music, Volume 7                     |                       |                       |                       |                       |                       |                       |                       |                       |                       |                       |                       |                       |                       |                                                                           |
| 2012  | Glee: The Music, The Graduation Album         |                       |                       |                       |                       |                       |                       |                       |                       |                       |                       |                       |                       |                       |                                                                           |
| 2012  | Glee: The Music Season 4, Volume 1            |                       |                       |                       |                       |                       |                       |                       |                       |                       |                       |                       |                       |                       |                                                                           |

### EP
| Année | Album                                       | Classement des ventes | Classement des ventes | Classement des ventes | Classement des ventes | Classement des ventes | Classement des ventes | Classement des ventes | Classement des ventes |
| Année | Album                                       | AUS                   | BEL (Wa)              | CAN                   | IRL                   | MEX                   | P-B                   | R-U                   | US                    |
| ----- | ------------------------------------------- | --------------------- | --------------------- | --------------------- | --------------------- | --------------------- | --------------------- | --------------------- | --------------------- |
| 2010  | Glee: The Music, The Power of Madonna       | 10                    | 97                    | 1                     | 5                     | 34                    | 93                    | 4                     | 1                     |
| 2010  | Glee: The Music, Journey to Regionals       | 3                     | —                     | 2                     | 1                     | 59                    | —                     | 2                     | 1                     |
| 2010  | Glee: The Music, The Rocky Horror Glee Show | 8                     | —                     | 10                    | 15                    | —                     | —                     | 23                    | 6                     |
| 2011  | Glee The Music Presents The Warblers        | —                     | —                     | —                     | —                     | —                     | —                     | —                     | —                     |
| 2011  | Glee: The 3D Concert Movie                  | —                     | —                     | —                     | —                     | —                     | —                     | —                     | —                     |

### Compilations
- Glee: The Music, The Complete Season One[4].

Sortie exclusivement sur l'iTunes Store le 14 septembre 2010, cette compilation regroupe tous les titres sortis au cours de la première saison, soit 100 chansons.
- Glee: The Music, Best of Season One.

Cette compilation est sortie le 15 novembre 2010 au Royaume-Uni. Elle est composée de deux disques, le premier regroupant les meilleurs titres de la saison une et le deuxième étant un CD Karaoké bonus.
| 1.  | Don't Stop Believin'                    |  |
| 2.  | Rehab                                   |  |
| 3.  | Take a Bow                              |  |
| 4.  | Mercy                                   |  |
| 5.  | Somebody to Love                        |  |
| 6.  | Halo / Walking on Sunshine              |  |
| 7.  | Keep Holding On                         |  |
| 8.  | Sweet Caroline                          |  |
| 9.  | Defying Gravity                         |  |
| 10. | Don't Stand So Close to Me / Young Girl |  |
| 11. | True Colors                             |  |
| 12. | My Life Would Suck Without You          |  |
| 13. | Gives You Hell                          |  |
| 14. | Like a Prayer                           |  |
| 15. | Total Eclipse of the Heart              |  |
| 16. | Jessie's Girl                           |  |
| 17. | I Dreamed a Dream                       |  |
| 18. | Poker Face                              |  |
| 19. | Over the Rainbow                        |  |

| 1. | Take a Bow                 |  |
| 2. | Mercy                      |  |
| 3. | Jessie's Girl              |  |
| 4. | Total Eclipse of the Heart |  |
| 5. | Defying Gravity            |  |
| 6. | Gives You Hell             |  |

- Glee: The Music, Love Songs[6]

Cette compilation est sortie exclusivement dans les magasins Target le 28 décembre 2010. Elle reprend six titres interprétés dans la série ayant pour thème l'amour.
| 1. | Hello, I Love You          |  |
| 2. | The Boy Is Mine            |  |
| 3. | Dream a Little Dream       |  |
| 4. | Tell Me Something Good     |  |
| 5. | Don't Go Breaking My Heart |  |
| 6. | What I Did for Love        |  |

- Glee The 3D Concert Movie (Motion Picture Soundtrack)[7]

Cette compilation est sortie le 9 aout 2011 aux États-Unis et regroupe les chansons live du film Glee! On Tour - 3D.
| Année | Album                                               | Classement des ventes | Classement des ventes | Classement des ventes |
| Année | Album                                               | AUS                   | IRL                   | R-U                   |
| ----- | --------------------------------------------------- | --------------------- | --------------------- | --------------------- |
| 2010  | Glee: The Music, The Complete Season One            | —                     | —                     | —                     |
| 2010  | Glee: The Music, Best of Season One                 | —                     | 27                    | 41                    |
| 2010  | Glee: The Music, The Complete Season One Collection | 45                    | —                     | —                     |
| 2010  | Glee: The Music, Love Songs                         | —                     | —                     | —                     |

## Singles

### Saison 1
| 2009                                                                           | Don't Stop Believin' (Journey)                                                     | 5   | 50 | 4  | 2   | 4  | Platine (AUS) Or (US) | 921 000 (US) 425 000 (UK) | Pilot                |
| 2009                                                                           | Rehab (Amy Winehouse)                                                              | 93  | –  | 38 | 62  | 98 |                       |                           | Pilot                |
| 2009                                                                           | Can't Fight This Feeling (REO Speedwagon)                                          | –   | –  | –  | 117 | –  |                       |                           | Pilot                |
| 2009                                                                           | On My Own (Les Misérables)                                                         | –   | –  | 42 | 73  | –  |                       |                           | Pilot                |
| 2009                                                                           | Gold Digger (Kanye West feat. Jamie Foxx)                                          | 59  | –  | 15 | 44  | –  |                       |                           | Showmance            |
| 2009                                                                           | Take a Bow (Rihanna)                                                               | 38  | 73 | 19 | 36  | 46 |                       | 181 000 (US)              | Showmance            |
| 2009                                                                           | Push It (Salt-n-Pepa)                                                              | 60  | –  | 35 | 96  | –  |                       |                           | Showmance            |
| 2009                                                                           | Bust Your Windows (Jazmine Sullivan)                                               | –   | –  | 35 | 57  | –  |                       |                           | Acafellas            |
| 2009                                                                           | Mercy (Duffy)                                                                      | –   | –  | 49 | 94  | –  |                       |                           | Acafellas            |
| 2009                                                                           | Taking Chances (Céline Dion)                                                       | 79  | 73 | 28 | 76  | 71 |                       | 163 000 (US)              | Preggers             |
| 2009                                                                           | Maybe This Time (Liza Minnelli)                                                    | 100 | –  | –  | 87  | 88 |                       |                           | The Rhodes Not Taken |
| 2009                                                                           | Alone (Heart)                                                                      | 94  | 58 | 25 | 47  | 51 |                       | 159 000 (US)              | The Rhodes Not Taken |
| 2009                                                                           | Somebody to Love (Queen)                                                           | 65  | 33 | 10 | 26  | 28 |                       | 315 000 (US)              | The Rhodes Not Taken |
| 2009                                                                           | Last Name (Carrie Underwood)                                                       | –   | –  | 44 | 83  | –  |                       |                           | The Rhodes Not Taken |
| 2009                                                                           | It's My Life / Confessions, Pt II (Bon Jovi / Usher)                               | 22  | 25 | 6  | 14  | 30 |                       | 301 000 (US)              | Vitamin D            |
| 2009                                                                           | Halo / Walking on Sunshine (Beyoncé / Katrina and the Waves)                       | 10  | 28 | 4  | 9   | 40 | Or (AUS)              | 317 000 (US)              | Vitamin D            |
| 2009                                                                           | No Air (Jordin Sparks feat. Chris Brown)                                           | 52  | 65 | 29 | 52  | 65 |                       |                           | Throwdown            |
| 2009                                                                           | Keep Holding On (Avril Lavigne)                                                    | 56  | 58 | 22 | 47  | 56 |                       | 166 000 (US)              | Throwdown            |
| 2009                                                                           | Hate on Me (Jill Scott)                                                            | –   | –  | –  | 121 | –  |                       |                           | Throwdown            |
| 2009                                                                           | You Keep Me Hangin' On (The Supremes)                                              | –   | –  | –  | 166 | –  |                       |                           | Throwdown            |
| 2009                                                                           | Sweet Caroline (Neil Diamond)                                                      | 37  | 22 | –  | 59  | 34 |                       | 187 000 (US)              | Mash-Up              |
| 2009                                                                           | Bust a Move (Young MC)                                                             | –   | 78 | –  | 148 | 93 |                       |                           | Mash-Up              |
| 2009                                                                           | Thong Song (Sisqo)                                                                 | –   | –  | –  | 99  | –  |                       |                           | Mash-Up              |
| 2009                                                                           | Dancing with Myself (Generation X)                                                 | –   | –  | –  | 119 | –  |                       |                           | Wheels               |
| 2009                                                                           | Defying Gravity (Idina Menzel et Kristin Chenoweth)                                | 58  | 38 | 19 | 38  | 31 |                       | 335 000 (US)              | Wheels               |
| 2009                                                                           | Proud Mary (Creedence Clearwater Revival)                                          | –   | –  | –  | 93  | –  |                       |                           | Wheels               |
| 2009                                                                           | Endless Love (Lionel Richie et Diana Ross)                                         | –   | 87 | –  | 94  | 78 |                       |                           | Ballad               |
| 2009                                                                           | I'll Stand by You (The Pretenders)                                                 | –   | 65 | –  | 106 | 73 |                       |                           | Ballad               |
| 2009                                                                           | Don't Stand So Close to Me / Young Girl (The Police / Gary Pucket & The Union Gap) | –   | 67 | 50 | 62  | 64 |                       |                           | Ballad               |
| 2009                                                                           | Crush (Jennifer Paige)                                                             | –   | –  | –  | 133 | –  |                       |                           | Ballad               |
| 2009                                                                           | (You're) Having My Baby (Paul Anka)                                                | –   | –  | –  | –   | –  |                       |                           | Ballad               |
| 2009                                                                           | Lean on Me (Bill Withers)                                                          | 76  | 39 | 32 | 43  | 50 |                       | 155 000 (US)              | Ballad               |
| 2009                                                                           | Don't Make Me Over (Dionne Warwick)                                                | –   | –  | –  | –   | –  |                       |                           | Hairography          |
| 2009                                                                           | Papa Don't Preach (Madonna)                                                        | –   | –  | –  | 81  | –  |                       |                           | Hairography          |
| 2009                                                                           | Imagine (John Lennon)                                                              | 82  | 49 | 32 | 57  | 67 |                       |                           | Hairography          |
| 2009                                                                           | Bootylicious (Destiny's Child)                                                     | –   | –  | –  | 127 | –  |                       |                           | Hairography          |
| 2009                                                                           | True Colors (Cyndi Lauper)                                                         | 47  | 38 | 15 | 35  | 66 |                       |                           | Hairography          |
| 2009                                                                           | Hair / Crazy in Love (Hair / Beyoncé)                                              | –   | –  | –  | 120 | –  |                       |                           | Hairography          |
| 2009                                                                           | Jump (Van Halen)                                                                   | –   | –  | –  | 106 | –  |                       |                           | Mattress             |
| 2009                                                                           | Smile (Lily Allen)                                                                 | –   | –  | –  | 168 | –  |                       |                           | Mattress             |
| 2009                                                                           | Smile (Charlie Chaplin)                                                            | –   | –  | –  | 190 | –  |                       |                           | Mattress             |
| 2009                                                                           | Last Christmas (Wham!)                                                             | 60  | 46 | –  | –   | 63 |                       | 112 000 (US)              | —                    |
| 2009                                                                           | And I Am Telling You I'm Not Going (Jennifer Hudson)                               | –   | 85 | –  | 93  | 94 |                       |                           | Sectionals           |
| 2009                                                                           | Don't Rain on My Parade (Barbra Streisand)                                         | –   | 59 | –  | 80  | 53 |                       | 182 000 (US)              | Sectionals           |
| 2009                                                                           | You Can't Always Get What You Want (The Rolling Stones)                            | –   | 51 | –  | –   | 71 |                       |                           | Sectionals           |
| 2009                                                                           | My Life Would Suck Without You (Kelly Clarkson)                                    | 66  | 40 | 29 | 53  | 51 |                       |                           | Sectionals           |
| 2010                                                                           | Hello, I Love You (The Doors)                                                      | –   | 49 | 43 | 69  | 66 |                       |                           | Hell-O               |
| 2010                                                                           | Gives You Hell (The All-American Rejects)                                          | 47  | 17 | 1  | 14  | 32 |                       | 171 000 (US)              | Hell-O               |
| 2010                                                                           | Hello (Lionel Richie)                                                              | 79  | 37 | 31 | 35  | 35 |                       |                           | Hell-O               |
| 2010                                                                           | Highway to Hell (AC/DC)                                                            | –   | 88 | –  | 89  | –  |                       |                           | Hell-O               |
| 2010                                                                           | Hello, Goodbye (The Beatles)                                                       | 66  | 23 | 24 | 48  | 49 |                       |                           | Hell-O               |
| 2010                                                                           | Express Yourself (Madonna)                                                         | –   | –  | –  | 132 | –  |                       |                           | The Power of Madonna |
| 2010                                                                           | Borderline / Open Your Heart (Madonna)                                             | –   | 74 | –  | 66  | 78 |                       |                           | The Power of Madonna |
| 2010                                                                           | Vogue (Madonna)                                                                    | –   | –  | –  | 106 | –  |                       |                           | The Power of Madonna |
| 2010                                                                           | Like a Virgin (Madonna)                                                            | 99  | 83 | 47 | 58  | 87 |                       |                           | The Power of Madonna |
| 2010                                                                           | 4 Minutes (Madonna)                                                                | –   | 70 | 32 | 42  | 89 |                       |                           | The Power of Madonna |
| 2010                                                                           | What It Feels Like for a Girl (Madonna)                                            | –   | –  | –  | 125 | –  |                       |                           | The Power of Madonna |
| 2010                                                                           | Like a Prayer (Madonna)                                                            | 28  | 27 | 2  | 16  | 27 |                       | 174 000 (US)              | The Power of Madonna |
| 2010                                                                           | Fire (Bruce Springsteen)                                                           | –   | 52 | –  | 93  | 64 |                       |                           | Home                 |
| 2010                                                                           | A House Is Not a Home (Dionne Warwick)                                             | –   | 70 | –  | 94  | 70 |                       |                           | Home                 |
| 2010                                                                           | One Less Bell to Answer / A House Is Not a Home (Keely Smith / Dionne Warwick)     | –   | 63 | –  | 77  | 53 |                       |                           | Home                 |
| 2010                                                                           | Beautiful (Christina Aguilera)                                                     | 89  | 44 | 39 | 64  | 61 |                       |                           | Home                 |
| 2010                                                                           | Home (Stephanie Mills dans The Wiz)                                                | –   | 92 | –  | 116 | 90 |                       |                           | Home                 |
| 2010                                                                           | Ice Ice Baby (Vanilla Ice)                                                         | –   | 43 | –  | 52  | 74 |                       |                           | Bad Reputation       |
| 2010                                                                           | U Can't Touch This (MC Hammer)                                                     | –   | 62 | –  | 63  | 92 |                       |                           | Bad Reputation       |
| 2010                                                                           | Physical (Olivia Newton-John)                                                      | 88  | 61 | 42 | 56  | 89 |                       |                           | Bad Reputation       |
| 2010                                                                           | Run Joey Run (David Geddes)                                                        | 64  | 45 | 12 | 27  | 61 |                       |                           | Bad Reputation       |
| 2010                                                                           | Total Eclipse of the Heart (Bonnie Tyler)                                          | 28  | 17 | 3  | 9   | 16 |                       | 263 000 (US)              | Bad Reputation       |
| 2010                                                                           | Jessie's Girl (Rick Springfield)                                                   | 8   | 10 | 8  | 33  | 23 | Or (AUS)              | 257 000 (US)              | Laryngitis           |
| 2010                                                                           | Lady Is a Tramp (Place au rythme)                                                  | –   | 72 | –  | 93  | 81 |                       |                           | Laryngitis           |
| 2010                                                                           | The Boy Is Mine (Brandy et Monica)                                                 | 97  | 60 | 46 | 62  | 76 |                       |                           | Laryngitis           |
| 2010                                                                           | Rose's Turn (Ethel Merman dans Gypsy)                                              | –   | 90 | –  | 126 | 93 |                       |                           | Laryngitis           |
| 2010                                                                           | One (U2)                                                                           | –   | 42 | 23 | 56  | 60 |                       |                           | Laryngitis           |
| 2010                                                                           | Dream On (Aerosmith)                                                               | 91  | 24 | 44 | 47  | 26 |                       | 167 000 (US)              | Dream On             |
| 2010                                                                           | Safety Dance (Men Without Hats)                                                    | 53  | 55 | –  | 88  | 81 |                       |                           | Dream On             |
| 2010                                                                           | I Dreamed a Dream (Les Misérables)                                                 | –   | 45 | 36 | 36  | 31 |                       | 156 000 (US)              | Dream On             |
| 2010                                                                           | Dream a Little Dream of Me (Ozzie Nelson)                                          | –   | 94 | –  | 115 | –  |                       |                           | Dream On             |
| 2010                                                                           | Funny Girl (Barbra Streisand dans Funny Girl)                                      | –   | –  | –  | –   | –  |                       |                           | Theatricality        |
| 2010                                                                           | Bad Romance (Lady Gaga)                                                            | 51  | 46 | 10 | 41  | 54 |                       | 154 000 (US)              | Theatricality        |
| 2010                                                                           | Shout It Loud (Kiss)                                                               | –   | –  | –  | 188 | –  |                       |                           | Theatricality        |
| 2010                                                                           | Beth (Kiss)                                                                        | 87  | 41 | –  | 98  | 72 |                       | 64 206 (US)               | Theatricality        |
| 2010                                                                           | Poker Face (Lady Gaga)                                                             | 25  | 26 | 16 | 27  | 20 |                       | 284 000 (US)              | Theatricality        |
| 2010                                                                           | Another One Bites the Dust (Queen)                                                 | –   | 53 | 41 | –   | 79 |                       | 30 339 (US)               | Funk                 |
| 2010                                                                           | Tell Me Something Good (Rufus)                                                     | –   | 81 | –  | –   | 87 |                       | 28 430 (US)               | Funk                 |
| 2010                                                                           | Loser (Beck)                                                                       | –   | 65 | –  | 88  | 93 |                       | 35 500 (US)               | Funk                 |
| 2010                                                                           | It's a Man's Man's Man's World (James Brown)                                       | –   | 73 | –  | 94  | 95 |                       | 24 853 (US)               | Funk                 |
| 2010                                                                           | Good Vibrations (Marky Mark and the Funky Bunch)                                   | 41  | 35 | –  | 77  | 69 |                       | 38 910 (US)               | Funk                 |
| 2010                                                                           | Give Up the Funk (Tear the Roof Off the Sucker) (Parliament)                       | –   | –  | –  | 87  | –  |                       | 29 599 (US)               | Funk                 |
| “–” indique que le single n'est pas sorti, doit sortir ou ne s'est pas classé. |                                                                                    |     |    |    |     |    |                       |                           |                      |

### Saison 2
| 2010                                                                           | Empire State of Mind (Jay-Z feat. Alicia Keys)                          | 20  | 25 | 20 | 35 | 21 | 158 000 (US) | Audition                       |
| 2010                                                                           | Telephone (Lady Gaga feat. Beyoncé)                                     | 30  | 17 | 18 | 25 | 23 | 102 000 (US) | Audition                       |
| 2010                                                                           | Billionaire (Travis McCoy feat. Bruno Mars)                             | 34  | 24 | 15 | 48 | 28 | 82 000 (US)  | Audition                       |
| 2010                                                                           | Listen (Beyoncé)                                                        | 87  | 51 | 33 | 51 | 38 |              | Audition                       |
| 2010                                                                           | What I Did for Love (A Chorus Line)                                     | –   | 63 | –  | 96 | 51 |              | Audition                       |
| 2010                                                                           | I'm a Slave 4 U (Britney Spears)                                        | –   | 49 | –  | 97 | 52 |              | Britney/Brittany               |
| 2010                                                                           | Me Against the Music (Britney Spears feat. Madonna)                     | 93  | 54 | –  | –  | 56 |              | Britney/Brittany               |
| 2010                                                                           | ...Baby One More Time (Britney Spears)                                  | –   | 50 | –  | –  | 54 |              | Britney/Brittany               |
| 2010                                                                           | Stronger (Britney Spears)                                               | –   | 47 | –  | –  | 53 |              | Britney/Brittany               |
| 2010                                                                           | Toxic (Britney Spears)                                                  | 37  | 15 | 17 | 40 | 16 | 109 000 (US) | Britney/Brittany               |
| 2010                                                                           | The Only Exception (Paramore)                                           | 53  | 22 | 22 | 45 | 26 | 89 000 (US)  | Britney/Brittany               |
| 2010                                                                           | Only the Good Die Young (Billy Joel)                                    | 49  | 39 | –  | –  | 50 |              | Grilled Cheesus                |
| 2010                                                                           | I Look to You (Whitney Houston)                                         | –   | 74 | –  | –  | 74 |              | Grilled Cheesus                |
| 2010                                                                           | Papa, Can You Hear Me? (Barbra Streisand)                               | –   | 67 | –  | –  | 65 |              | Grilled Cheesus                |
| 2010                                                                           | I Want to Hold Your Hand (The Beatles)                                  | 89  | 21 | 37 | 74 | 36 | 69 000 (US)  | Grilled Cheesus                |
| 2010                                                                           | Losing My Religion (R.E.M.)                                             | –   | 47 | –  | 82 | 60 |              | Grilled Cheesus                |
| 2010                                                                           | Bridge over Troubled Water (Aretha Franklin)                            | –   | 69 | –  | –  | 73 |              | Grilled Cheesus                |
| 2010                                                                           | One of Us (Joan Osborne)                                                | –   | 27 | 31 | 84 | 37 |              | Grilled Cheesus                |
| 2010                                                                           | Don't Go Breaking My Heart (Elton John et Kiki Dee)                     | 96  | 31 | –  | 79 | 50 |              | Duets                          |
| 2010                                                                           | River Deep- Mountain High (Ike & Tina Turner)                           | 44  | 36 | 30 | 45 | 41 |              | Duets                          |
| 2010                                                                           | Le Jazz Hot! (Julie Andrews)                                            | –   | 88 | –  | –  | 94 |              | Duets                          |
| 2010                                                                           | Sing! (A Chorus Line)                                                   | –   | 67 | –  | –  | 87 |              | Duets                          |
| 2010                                                                           | Lucky (Jason Mraz et Colbie Caillat)                                    | 57  | 17 | 45 | 67 | 27 | 82 000 (US)  | Duets                          |
| 2010                                                                           | Happy Days Are Here Again / Get Happy (Judy Garland / Barbra Streisand) | –   | 55 | –  | –  | 48 |              | Duets                          |
| 2010                                                                           | One Love (People Get Ready) (Bob Marley & The Wailers)                  | –   | 32 | –  | –  | 41 |              | Never Been Kissed              |
| 2010                                                                           | Teenage Dream (Katy Perry)                                              | 24  | 10 | 18 | 36 | 8  | 320 511 (US) | Never Been Kissed              |
| 2010                                                                           | Start Me Up / Livin' on a Prayer (The Rolling Stones / Bon Jovi)        | 49  | 22 | 30 | 39 | 31 |              | Never Been Kissed              |
| 2010                                                                           | Stop! In the Name of Love / Free Your Mind (The Supremes / En Vogue)    | 77  | 28 | –  | 61 | 38 |              | Never Been Kissed              |
| 2010                                                                           | Forget You (Cee Lo Green)                                               | 24  | 12 | 20 | 31 | 11 | 270 662 (US) | The Substitute                 |
| 2010                                                                           | Make 'Em Laugh (Donald O'Connor dans Chantons sous la pluie)            | –   | –  | –  | –  | –  |              | The Substitute                 |
| 2010                                                                           | Nowadays / Hot Honey Rag (Chicago)                                      | –   | –  | –  | –  | –  |              | The Substitute                 |
| 2010                                                                           | Singin' in the Rain / Umbrella (Gene Kelly / Rihanna)                   | 23  | 20 | 10 | 22 | 18 | 189 528 (US) | The Substitute                 |
| 2010                                                                           | Ohio (Wonderful Town)                                                   | –   | –  | –  | –  | –  | 10 733 (US)  | Furt                           |
| 2010                                                                           | Marry You (Bruno Mars)                                                  | 27  | 19 | 31 | 51 | 32 | 84 283 (US)  | Furt                           |
| 2010                                                                           | Sway (Pablo Beltrán Ruiz)                                               | –   | –  | –  | –  | –  | 21 490 (US)  | Furt                           |
| 2010                                                                           | Just the Way You Are (Bruno Mars)                                       | 47  | 24 | 48 | 69 | 40 | 69 957 (US)  | Furt                           |
| 2010                                                                           | Don't Cry for Me Argentina (Evita)                                      | –   | –  | –  | 67 | 97 |              | Special Education              |
| 2010                                                                           | The Living Years (Mike + The Mechanics)                                 | –   | –  | –  | –  | –  |              | Special Education              |
| 2010                                                                           | Hey, Soul Sister (Train)                                                | 81  | 32 | –  | 37 | 29 |              | Special Education              |
| 2010                                                                           | (I've Had) The Time of My Life (Bill Medley et Jennifer Warnes)         | 85  | 39 | –  | 82 | 38 |              | Special Education              |
| 2010                                                                           | Valerie (The Zutons)                                                    | –   | 70 | –  | –  | 54 |              | Special Education              |
| 2010                                                                           | Dogs Days Are Over (Florence and the Machine)                           | 67  | 22 | 43 | 48 | 22 | 98 000 (US)  | Special Education              |
| 2010                                                                           | Welcome Christmas (Comment le Grinch a volé Noël !)                     | –   | 37 | –  | –  | 59 |              | A Very Glee Christmas          |
| 2011                                                                           | Need You Now (Lady Antebellum)                                          | 46  | 51 | –  | 51 | 62 |              | The Sue Sylvester Bowl Shuffle |
| 2011                                                                           | She's Not There (The Zombies)                                           | –   | –  | –  | –  | 87 |              | The Sue Sylvester Bowl Shuffle |
| 2011                                                                           | Bills, Bills, Bills (Destiny's Child)                                   | 71  | 58 | –  | 58 | 44 |              | The Sue Sylvester Bowl Shuffle |
| 2011                                                                           | Thriller / Heads Will Roll (Michael Jackson / Yeah Yeah Yeahs)          | 17  | 30 | 37 | 23 | 38 |              | The Sue Sylvester Bowl Shuffle |
| 2011                                                                           | Fat Bottomed Girls (Queen)                                              | 93  | 50 | –  | 66 | 56 |              | Silly Love Songs               |
| 2011                                                                           | P.Y.T. (Pretty Young Thing) (Michael Jackson)                           | –   | 69 | –  | 68 | 58 |              | Silly Love Songs               |
| 2011                                                                           | When I Get You Alone (Robin Thicke)                                     | 100 | 61 | –  | 79 | 47 |              | Silly Love Songs               |
| 2011                                                                           | Firework (Katy Perry)                                                   | 59  | 35 | –  | 55 | 34 |              | Silly Love Songs               |
| 2011                                                                           | Silly Love Songs (Paul McCartney & Wings)                               | 55  | 54 | –  | 89 | 45 |              | Silly Love Songs               |
| 2011                                                                           | Baby (Justin Bieber)                                                    | 90  | 52 | –  | –  | 47 |              | Comeback                       |
| 2011                                                                           | Somebody to Love (Justin Bieber)                                        | 68  | 53 | –  | –  | 62 |              | Comeback                       |
| 2011                                                                           | Take Me or Leave Me (Rent)                                              | –   | 60 | –  | –  | 51 |              | Comeback                       |
| 2011                                                                           | I Know What Boys Like (Tha Waitresses)                                  | –   | –  | –  | –  | –  |              | Comeback                       |
| 2011                                                                           | Sing (My Chemical Romance)                                              | 79  | 37 | –  | –  | 49 |              | Comeback                       |
| 2011                                                                           | Don't You Want Me (The Human League)                                    | 44  | 50 | –  | –  | 49 |              | Blame It on the Alcohol        |
| 2011                                                                           | One Bourbon, One Scotch, One Beer (George Thorogood)                    | –   | –  | –  | –  | –  |              | Blame It on the Alcohol        |
| 2011                                                                           | Blame It (On the Alcohol) (Jamie Foxx feat. T-Pain)                     | 80  | 61 | –  | –  | 55 |              | Blame It on the Alcohol        |
| 2011                                                                           | Tik Tok (Ke$ha)                                                         | 72  | 56 | –  | –  | 61 |              | Blame It on the Alcohol        |
| 2011                                                                           | Do You Wanna Touch Me (Oh Yeah) (Joan Jett)                             | –   | 63 | –  | –  | 57 |              | Sexy                           |
| 2011                                                                           | Kiss (Prince)                                                           | 98  | 80 | –  | –  | 83 |              | Sexy                           |
| 2011                                                                           | Landslide (Stevie Nicks)                                                | 38  | 35 | –  | –  | 23 |              | Sexy                           |
| 2011                                                                           | Afternoon Delight (Starland Vocal Band)                                 | –   | –  | –  | –  | –  |              | Sexy                           |
| 2011                                                                           | Animal (Neon Trees)                                                     | 88  | 65 | –  | –  | 62 |              | Sexy                           |
| 2011                                                                           | Misery (Maroon 5)                                                       | 66  | 56 | –  | –  | 52 |              | Original Song                  |
| 2011                                                                           | Blackbird (The Beatles)                                                 | 58  | 48 | –  | –  | 37 |              | Original Song                  |
| 2011                                                                           | Trouty Mouth (Glee Cast)                                                | –   | –  | –  | –  | –  |              | Original Song                  |
| 2011                                                                           | Big Ass Heart (Glee Cast)                                               | –   | –  | –  | –  | –  |              | Original Song                  |
| 2011                                                                           | Hell to the No (Glee Cast)                                              | –   | 65 | –  | –  | 53 |              | Original Song                  |
| 2011                                                                           | Candles (Hey Monday)                                                    | 100 | 86 | –  | –  | 71 |              | Original Song                  |
| 2011                                                                           | Raise Your Glass (P!nk)                                                 | 30  | 46 | –  | –  | 36 |              | Original Song                  |
| 2011                                                                           | Get It Right (Glee Cast)                                                | 34  | 23 | –  | –  | 16 |              | Original Song                  |
| 2011                                                                           | Loser Like Me (Glee Cast)                                               | 15  | 9  | –  | –  | 6  |              | Original Song                  |
| “–” indique que le single n'est pas sorti, doit sortir ou ne s'est pas classé. |                                                                         |     |    |    |    |    |              |                                |

## Autres titres classés
| 2009                                                                           | I Say a Little Prayer (Dionne Warwick)                      | –  | –  | –  | 125 | –  |              | Showmance                  |
| 2010                                                                           | Faithfully (Journey)                                        | –  | 49 | 45 | 48  | 37 | 159 000 (US) | Journey                    |
| 2010                                                                           | Any Way You Want It / Lovin', Touchin', Squeezin' (Journey) | 79 | 39 | 20 | 32  | 58 |              | Journey                    |
| 2010                                                                           | Don't Stop Believin' (Regionals version) (Journey)          | 67 | 37 | 49 | –   | 59 | 84 000 (US)  | Journey                    |
| 2010                                                                           | Bohemian Rhapsody (Queen)                                   | –  | 68 | –  | 67  | 84 |              | Journey                    |
| 2010                                                                           | To Sir, with Love (Lulu)                                    | 61 | 62 | –  | 60  | 76 |              | Journey                    |
| 2010                                                                           | Over the Rainbow (Judy Garland)                             | 42 | 31 | 31 | 30  | 43 |              | Journey                    |
| 2010                                                                           | Touch-a, Touch-a, Touch-a, Touch Me                         | –  | 96 | –  | –   | –  |              | The Rocky Horror Glee Show |
| 2010                                                                           | The Time Warp                                               | 70 | 52 | 42 | –   | 89 |              | The Rocky Horror Glee Show |
| 2010                                                                           | Baby, It's Cold Outside                                     | –  | 53 | –  | –   | 57 |              | A Very Glee Christmas      |
| 2010                                                                           | Jingle Bells                                                | –  | 84 | –  | –   | –  |              | Aucun                      |
| 2010                                                                           | Deck the Rooftop                                            | –  | 88 | –  | –   | –  |              | Aucun                      |
| “–” indique que le single n'est pas sorti, doit sortir ou ne s'est pas classé. |                                                             |    |    |    |     |    |              |                            |

## Commentaires
- Le premier single Don't Stop Believin' a été certifié disque d'or aux États-Unis. Il s'est vendu à plus de 500 000 exemplaires[14]. Il a également reçu cette certification en Australie. Il s'est également classé à la 16e place des meilleures ventes de singles en Nouvelle-Zélande et à la 91e place aux Pays-Bas.
- Le single Last Christmas, repris du groupe Wham!, est sorti spécialement pour les fêtes de Noël en 2009. Il ne sera interprété qu'un an plus tard dans l'épisode A Very Glee Christmas.